# Pedro Antônio Marchetti Fedalto
Pedro Antônio Marchetti Fedalto (ur. 11 sierpnia 1926 w Rondinha) – brazylijski duchowny rzymskokatolicki, w latach 1970-2004 arcybiskup Kurytyby.

## Życiorys
Święcenia kapłańskie przyjął 6 grudnia 1953. 30 maja 1966 został prekonizowany biskupem pomocniczym Kurytyby ze stolicą tytularną Castellum Tatroportus. Sakrę biskupią otrzymał 28 sierpnia 1966. 28 grudnia 1970 został mianowany arcybiskupem. 19 maja 2004 przeszedł na emeryturę.